# Lifan
Lifan Industry (Group) Company, (кит.: 力帆实业（集团）股份有限公司) або скорочено Lifan Group — це приватна компанія, яка займає п'яте місце серед китайських виробників мотоциклів та яка випускає автомобілі власної розробки. Мототехніка компанії відома у світі й успішно продається в багатьох країнах Азії, Європи, Америки, Африки та КНР.
За кількістю вироблених у 2009 році автомобілів компанія посіла 88-ме місце серед автовиробників Китаю. Продажі автомобілів компанії на китайському ринку у 2009 році були ще скромнішими і становили всього близько 43 000 одиниць, однак структурні підрозділи фірми активно борються за автомобільні ринки, внаслідок  чого у 2010 році компанія стала третьою в Китаї за кількістю автомобілів, поставлених на експорт — близько 300 000 одиниць, який зріс удвічі проти 2006 року.
Окрім цього, компанія виробляє бензинові та дизельні пересувні електростанції, насосні агрегати, побутову техніку.
Компанія спонсорує футбольний клуб «Чунцін Ліфань», який у свій час виступав у Суперлізі Китаю.
Лі Фань китайською (кит.: 力帆) означає «Йти під усіма вітрилами», що відображено у логотипі компанії у вигляді трьох наповнених вітром вітрил.[джерело?]

## Історія
Lifan було засновано в 1992 році колишнім політичним дисидентом Інь Міншанєм як майстерня з ремонту мотоциклів. На той час у м. Чунцін найбільш демократичним і доступним таксі, окрім велорикш, були мотоцикли та скутери, а тому в майстерні роботи не бракувало. Компанія швидко розвивалася й отримала назву «Chongqing Hongda Auto Fittings Research Centre».
Пан Міншань вирішив усі конфлікти із владою (як колишній дисидент) і здобув їх прихильність. Компанія освоїла виробництво мототехніки і стала одним із основних виробників мотоциклів у Китаї.
У 2003 році було розпочато виробництво автобусів.
У 2003-му Lifan придбав «Chongqing Special Purpose Use Vehicle Manufacturing Co Ltd»..
У 2004 компанією було придбано «Anhui Huayang Auto Manufacturing Co., Ltd».
У 2005 році, починаючи із мікроавтобуса і пікапа LF6361/1010, які базувалися на моделі Daihatsu Atrai 1999-го року, розпочалося виробництво автомобілів.
У грудні 2005 року розпочалося виробництво першого самостійно розробленого компанією седана Lifan 520 із двигуном бразильського виробництва TRITEC 1,6L. Пізніше, із завершенням будівництва власних виробничих потужностей із виробництва двигунів, двигуни «TRITEC 1,6L» було замінено на двигуни «LIFAN LF 481Q3 1,6L» та «LIFAN LF 479Q3 1,3L».[джерело?]
Восени 2011 року розпочалося виробництво компактного Lifan 320 та хетчбека Lifan 520i. За ними — седана Lifan 620 та компактного кросовера Lifan X60.
13 грудня 2021 року Geely Automobile оголосила, що Geely має намір спільно інвестувати у створення спільного підприємства з Lifan Technology. Статутний капітал цільової компанії становить 600 мільйонів юанів. Geely Holding і Lifan Technology інвестують по 300 мільйонів юанів кожна, маючи по 50% акцій. Іншими словами, у загальних частках Lifan Technology на Geely припадатиме 34,7%, що робить Geely контрольним акціонером фірми. Спільне підприємство виробляє електромобілі на існуючих платформах Geely під брендом Maple. Станом на січень 2022 року Geely оголосила, що спільне підприємство з Lifan планує створити екосистему заміни акумуляторів для електромобілів. Перший сумісний автомобіль був представлений у лютому 2021 року як Maple 60S.

## Основні виробничі потужності
Штаб-квартира, основні структурні та виробничі підрозділи знаходяться в місті Чунцін. До Lifan Group входять:
- КНР Lifan Industry (Group) Co Ltd, район «Шапінба» м. Чунцін:
  - мотоцикли;
  - мопеди;
  - квадроцикли;
  - бензинові пересувні електростанції;
  - дизельні пересувні електростанції;
  - насосні агрегати, преси для виробництва соків тощо
- КНР Chongqing Lifan Passenger Vehicle Co Ltd, район «Нова Північна Зона» м. Чунцін:
  - легкові автомобілі
- КНР Chongqing Lifan Automobile Co Ltd, район «Бейбей» м. Чунцін:
  - легкові автомобілі;
  - вінтажівки;
  - автобуси;
  - причепи;
  - двигуни.

Безпосередньо головний офіс компанії розташовано на найстарішому підприємстві, де зосереджено виробництво мототехніки та побутової техніки — на «Lifan Industry (Group) Co Ltd», який знаходиться в районі «Шапінба» міста Чунцін.

## Міжнародна діяльність компанії
Мототехніка Lifan продається на всіх континентах, окрім Антарктики. Пасажирські автомобілі продаються до 51 країни. До основних відносяться:
АзіяПредставники Lifan у Азії:
- Туреччина Lifan Motosiklet San ve Tic Ltd Sti. Штаб-квартира та завод розташовані у м. Кілімлі, іл Дюздже;

- Іран Kerman Motor. Штаб-квартира та завод у м. Бам остан Керман

- В'єтнам LiFan Vietnam. Штаб-квартира та завод розташовані у районі Йен-Му, провінція Хинг'єн

- Таїланд Lifan Thailand (мотоцикли). Штаб-квартира розташована у м. Бангкок

- Окрім цього, автомобілі Lifan виробляються та/або продаються у Лаосі[14] Азербайджані[15] та у Сирії[16]

АфрикаПредставник Lifan у Африці:
- Ефіопія Holland Car. Штаб-квартира у м. Аддис-Абеба. Заводи у:
  - м. Моджо, район Оромія;
  - м. Татек

- Окрім цього, автомобілі Lifan виробляються та/або продаються в Тунісі та в Єгипті.[2]

ЄвропаПредставники Lifan у Європі:
- Росія Derways Ltd Automobile Company. Штаб-квартира і завод у м. Черкеськ (Карачаєво-Черкесія)

- Італія,  Туніс Martin Motors. Штаб-квартира у м. Роццано, Мілан. Завод у Тунісі

- Окрім цього, автомобілі Lifan продаються в Україні, Казахстані та в Росії, починаючи із серпня 2007 року.[6]
- У березні 2010 року на автозаводі «Дервэйс» у Карачаєво-Черкесії введено в дію виробництво автомобілів «Lifan»[17].

- Мотоцикли Lifan виробляються та/або продаються у 18-ти країнах Європи.[2]

Південна АмерикаПредставник Lifan в Уругваї:
- Уругвай Dolce Vitta S A / Effa Motors. Штаб-квартира у м. Монтевідео. Завод у:
  - м. Сан-Хосе-де-Майо, департамент Сан-Хосе

- Складальний завод в Уругваї у 2010 році випустив 40 000 одиниць.[18]

- Окрім цього, автомобілі Lifan продаються та/або виробляються в Бразилії,[19] Гватемалі,[20] Перу[21] та в Чилі.[22]

Північна Америка
- Мотоцикли Lifan продаються в Канаді[13] та в Мексиці.

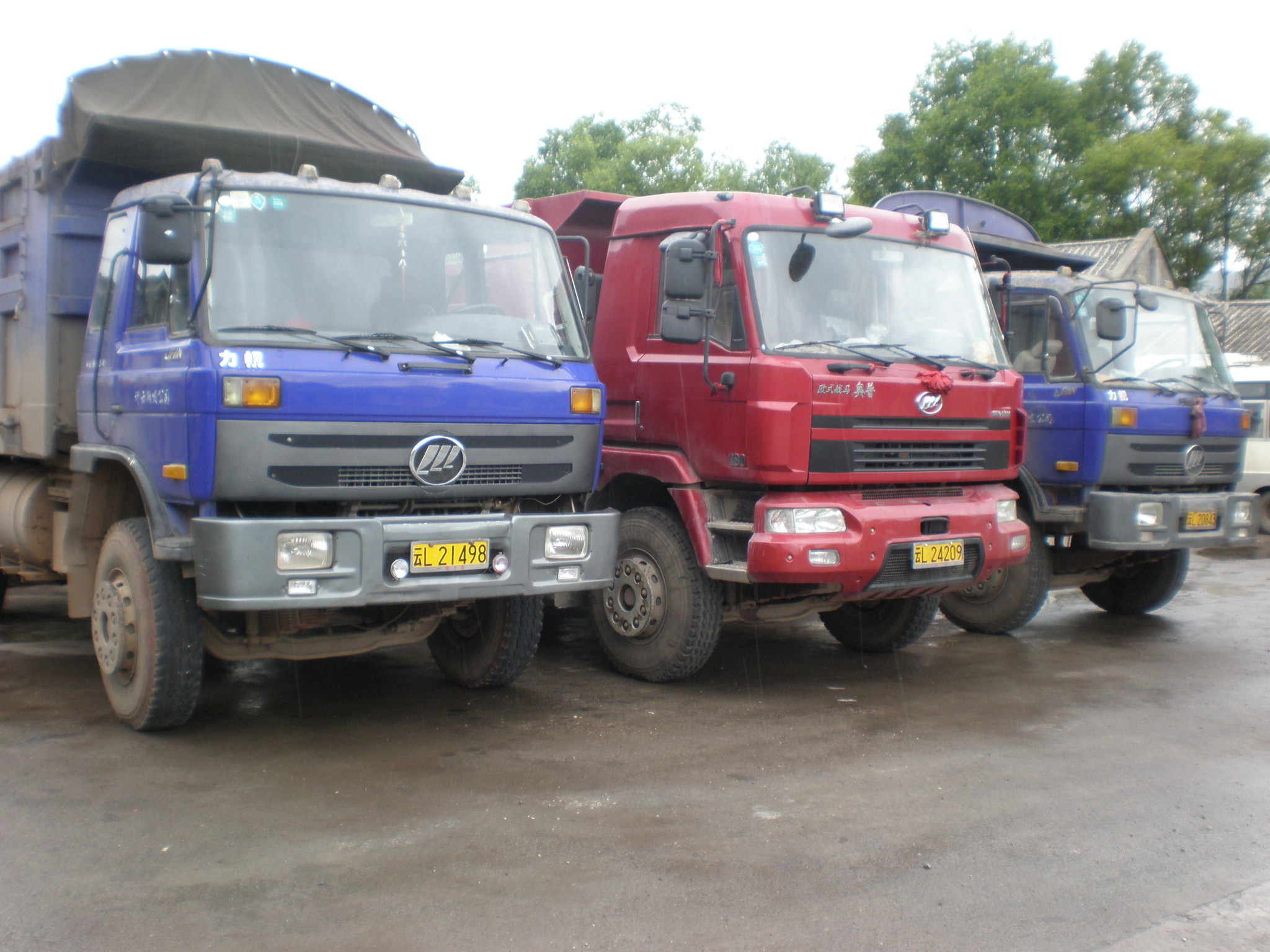
Вантажівки Lifan
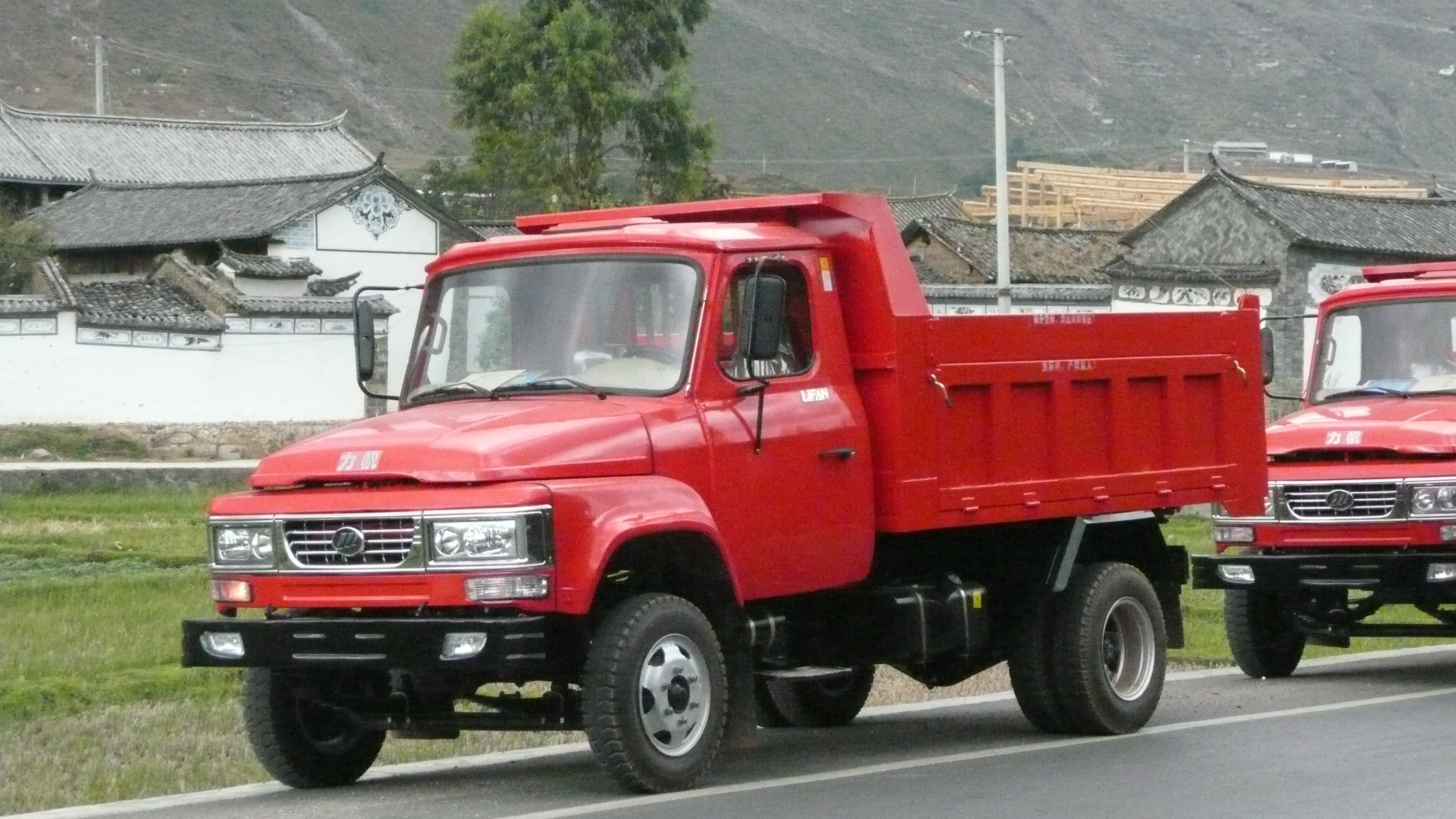
Вантажівка Lifan, 2009
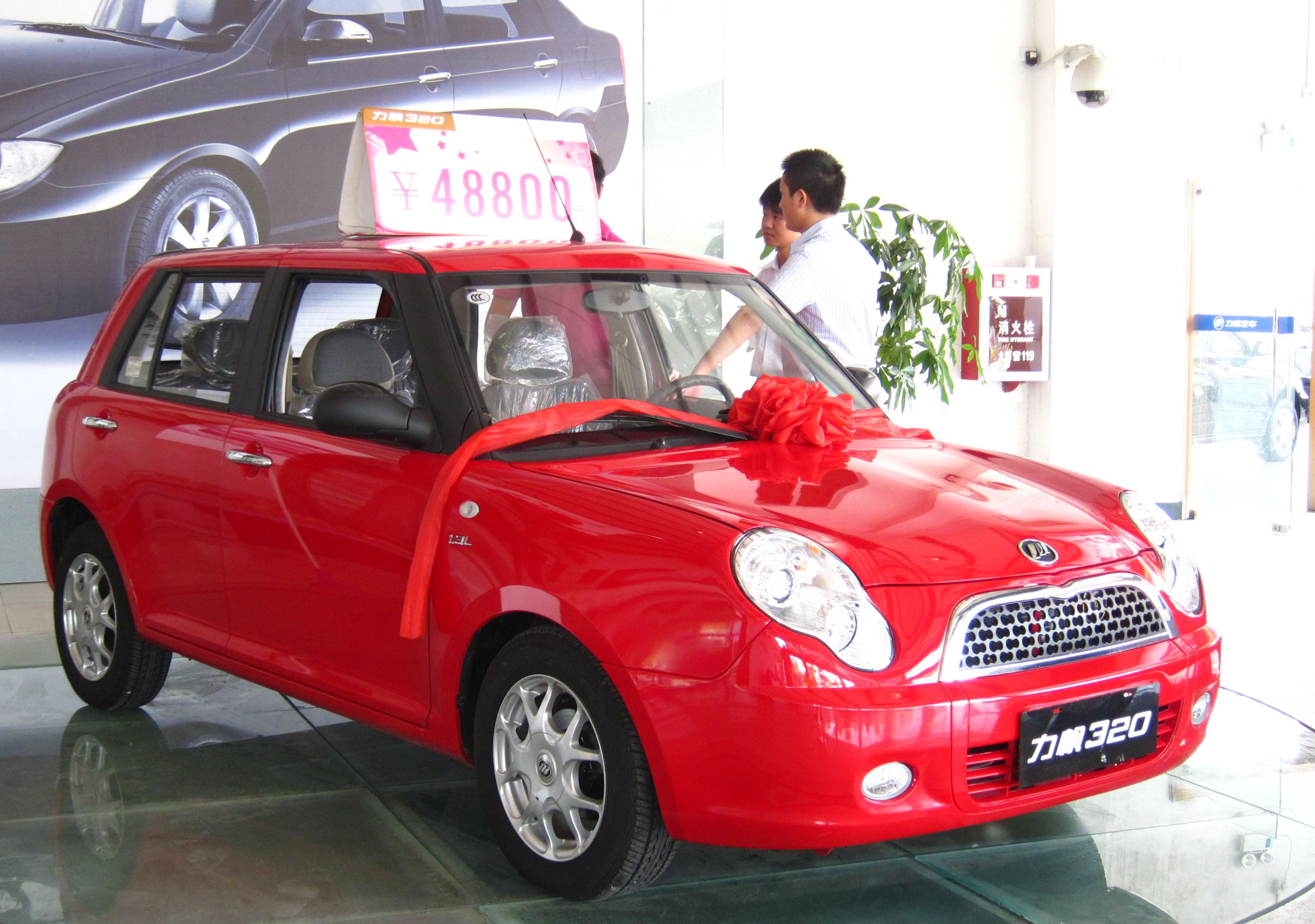
Lifan 320
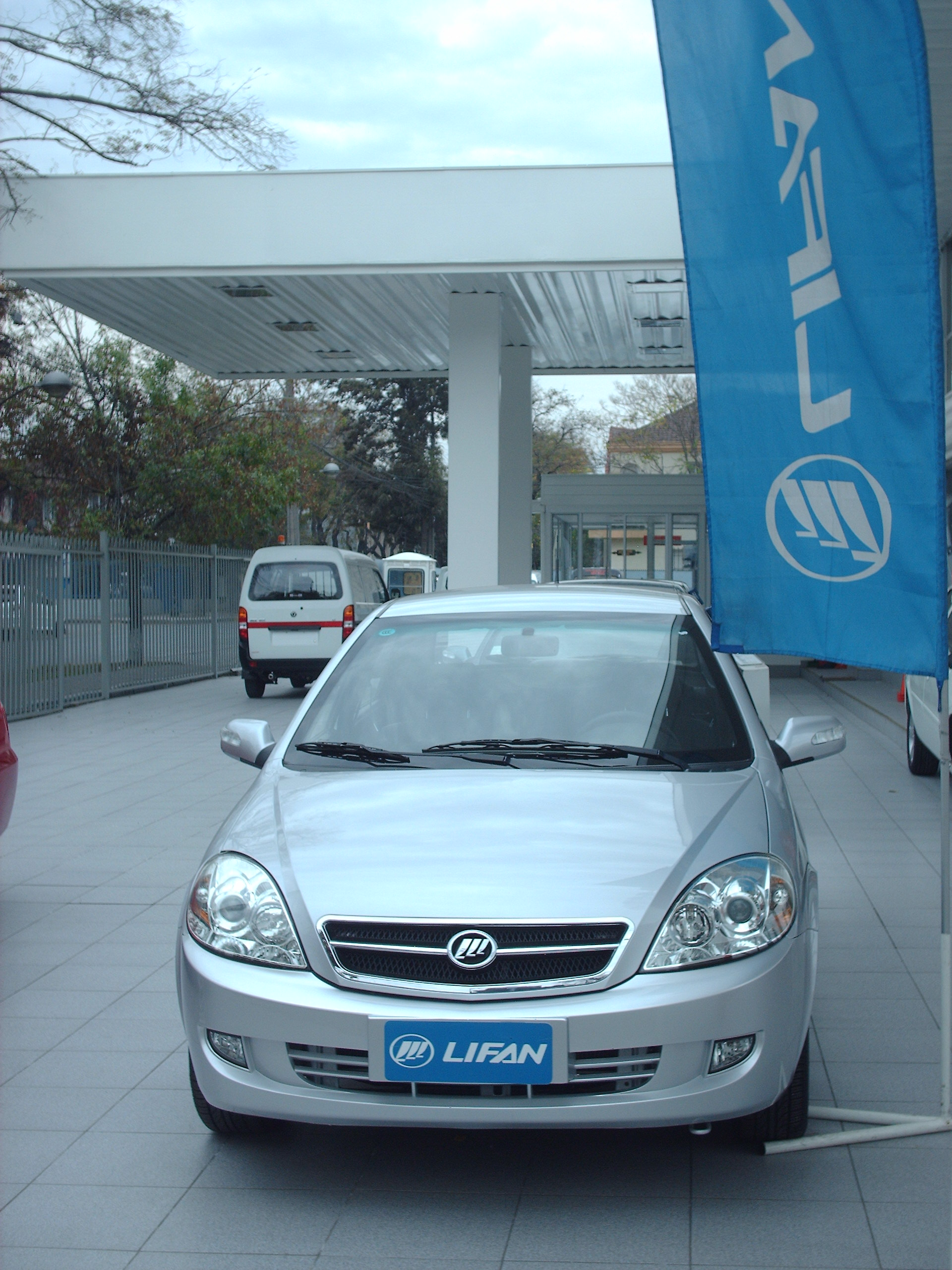
Lifan 520 у дилерському центрі в Чилі, 2009
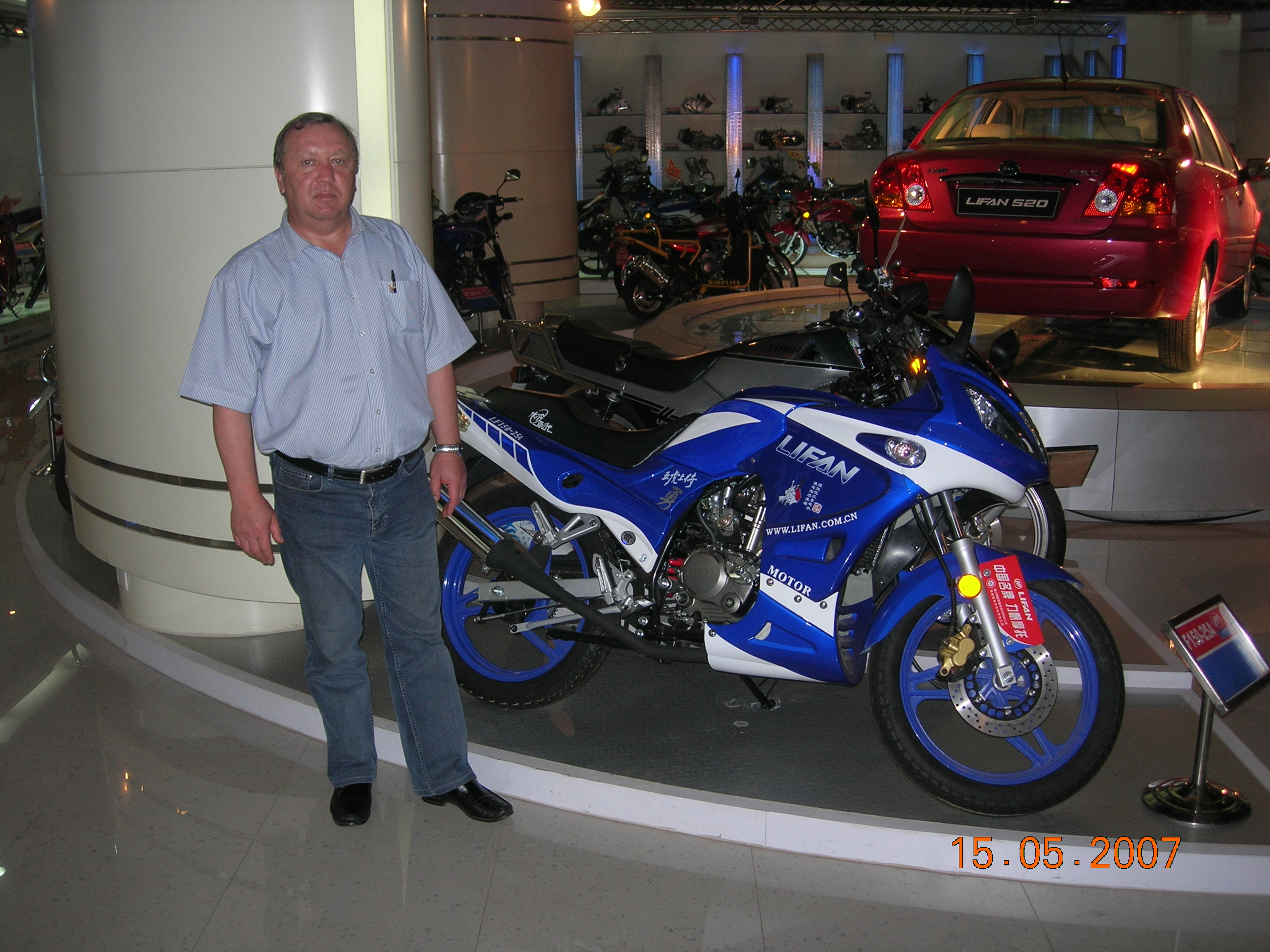
Мотоцикл Lifan LF-150-25A на постійно діючій виставці в центральному офісі компанії Lifan Industry (Group) Co Ltd, район «Шапінба», м. Чунцін, КНР
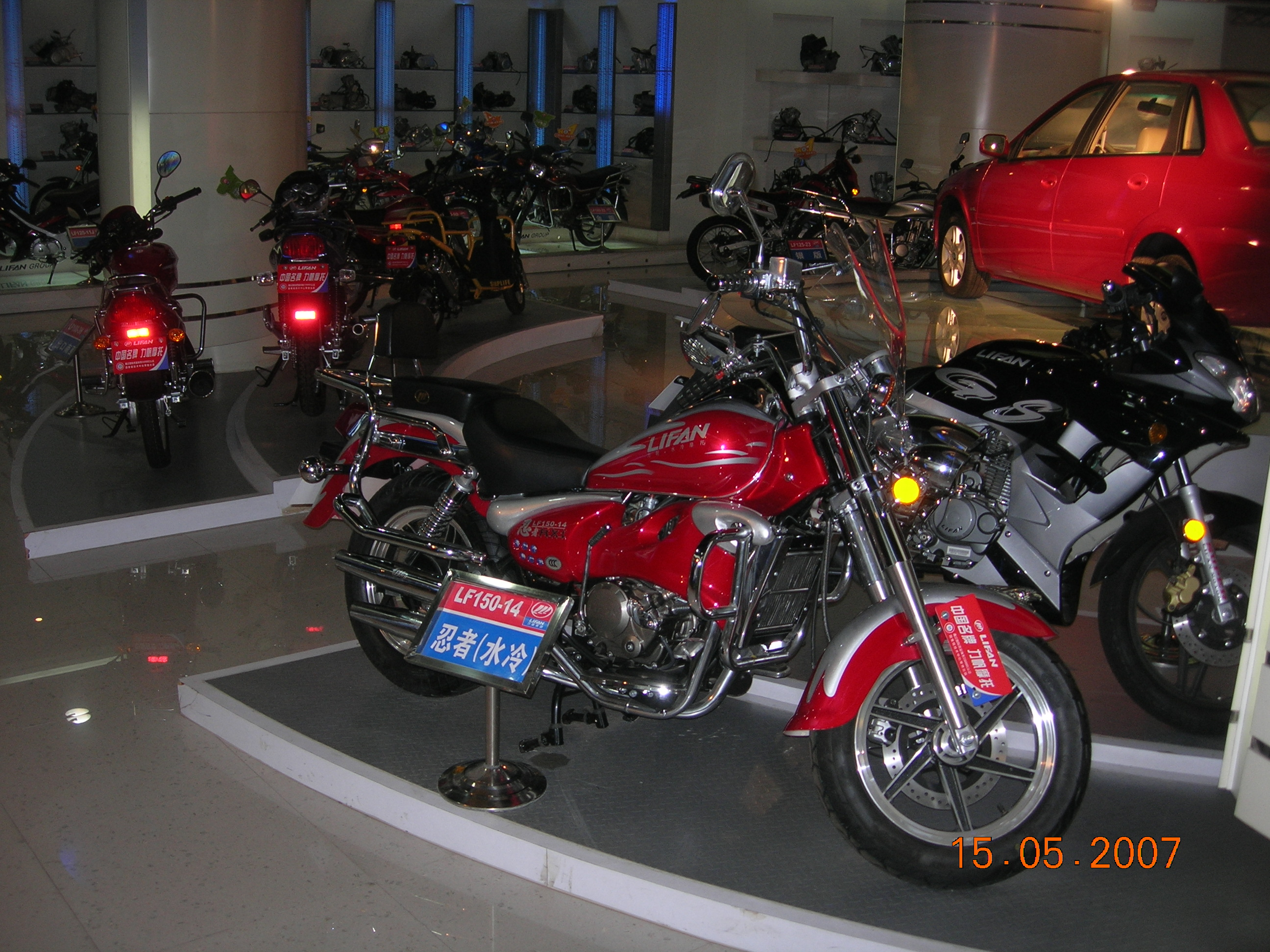
Мотоцикл Lifan LF-150-14 на постійно діючій виставці у центральному офісі компанії Lifan Industry (Group) Co Ltd, район «Шапінба», м. Чунцін, КНР
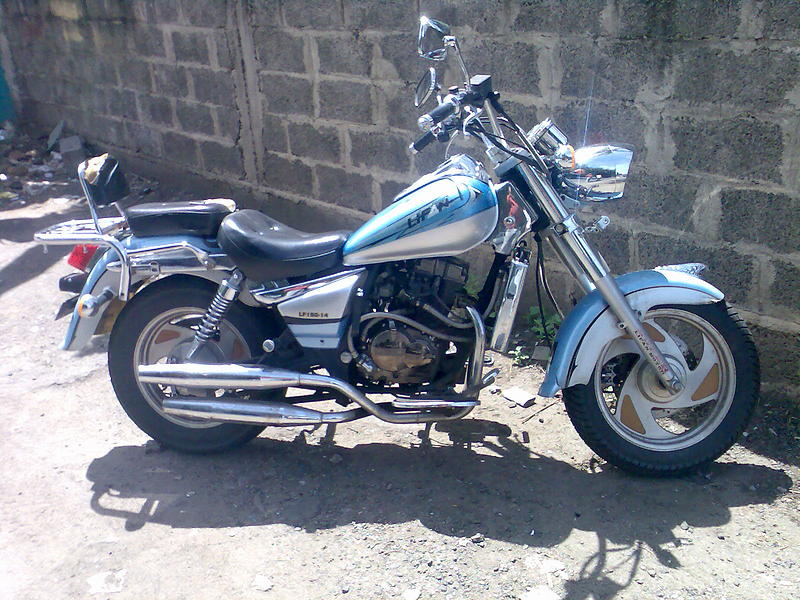
Мотоцикл LF150-14
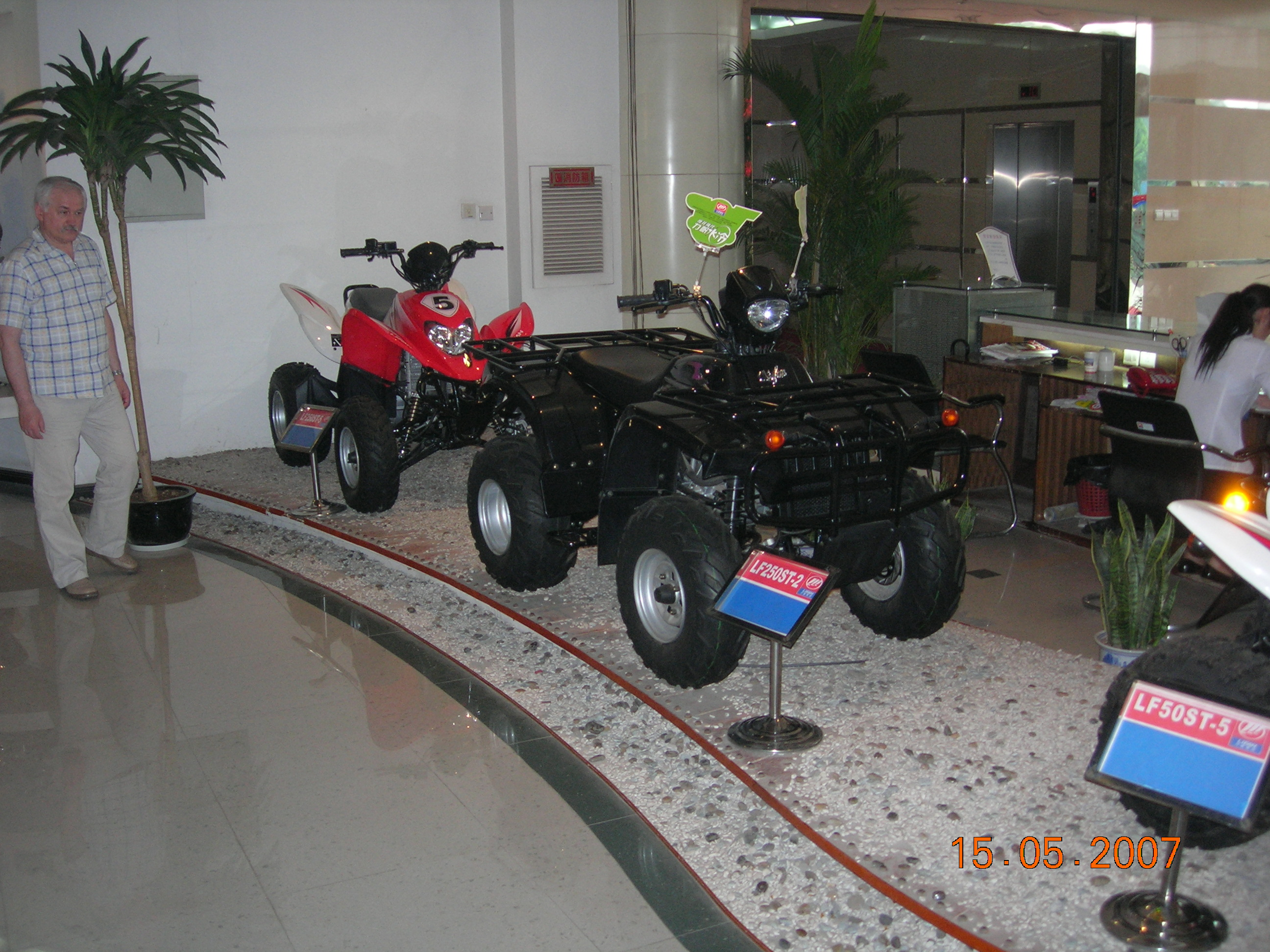
Квадроцикли серії Lifan LF-250ST на постійно діючій виставці в центральному офісі компанії Lifan Industry (Group) Co Ltd, район «Шапінба», м. Чунцін, КНР
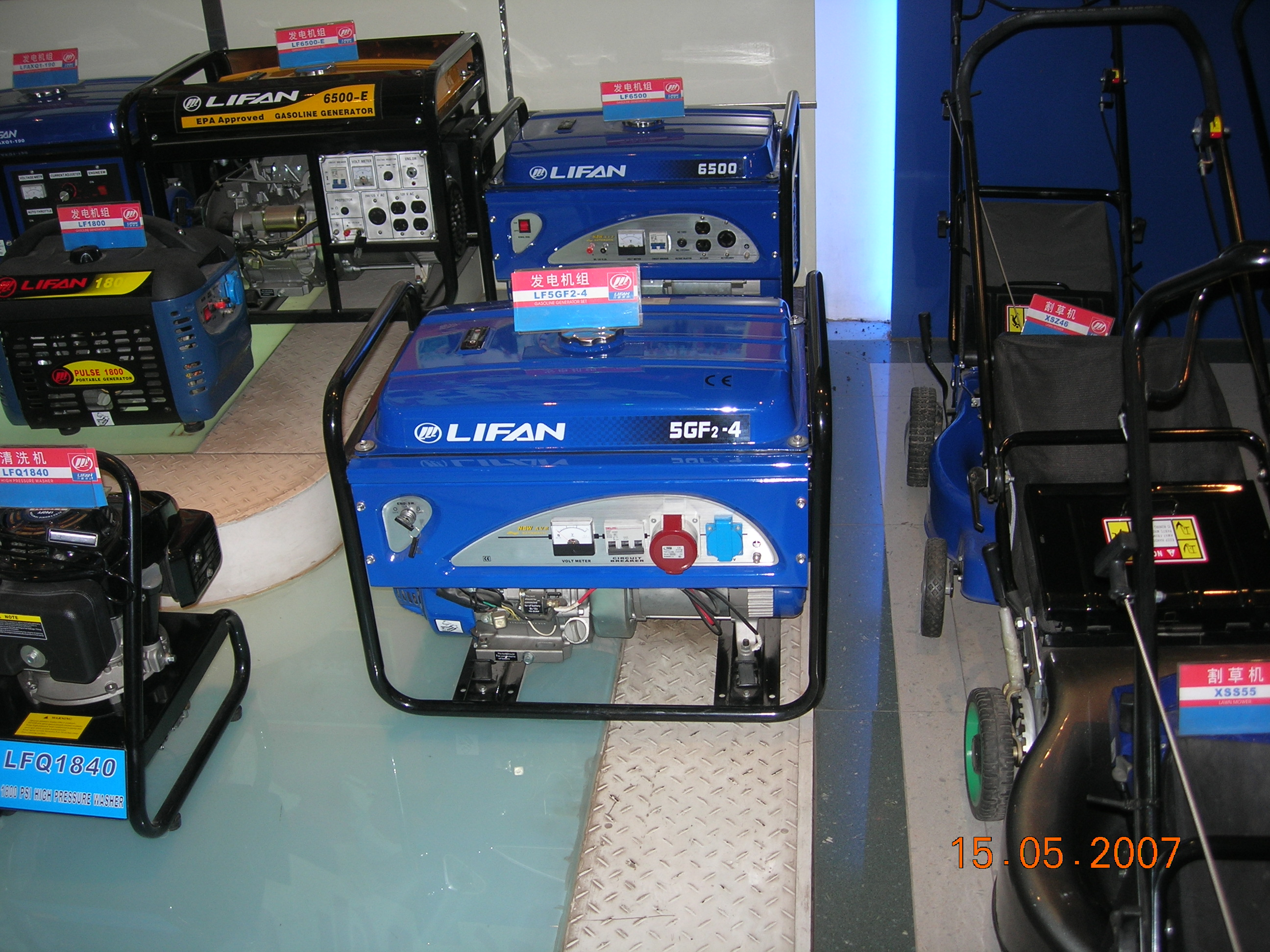
Двигуни-генератори та продукція побутового призначення на постійно діючій виставці в центральному офісі компанії Lifan Industry (Group) Co Ltd, район «Шапінба», м. Чунцін, КНР

## Сайти компанії та її філіалів
- Official website of Lifan Group
- Lifan Automobiles
- Lifan Thailand [Архівовано 19 липня 2013 у Wayback Machine.]